# Grand Prix du Morbihan 2023
La 46e édition du Grand Prix du Morbihan (anciennement : Grand Prix de Plumelec-Morbihan) a lieu le 6 mai 2023. La course est une épreuve du calendrier UCI ProSeries 2023 en catégorie 1.Pro. C'est également une épreuve de la Coupe de France sur route.

## Présentation

### Parcours
L'arrivée revient dans la ville de Plumelec que la course avait désertée après 2019.

### Équipes participantes
| WorldTeams (6)- AG2R Citroën Team - Cofidis - Groupama-FDJ - Intermarché-Circus-Wanty - Arkéa-Samsic - Team DSM ProTeams (11)- Bingoal WB - Bolton Equities Black Spoke Pro Cycling - Burgos-BH - Caja Rural-Seguros RGA - Equipo Kern Pharma - Euskaltel-Euskadi - Lotto Dstny - Q36.5 Pro Cycling Team - Team Flanders-Baloise - TotalEnergies - Uno-X Pro Cycling Team Équipes continentales (3)- CIC U Nantes Atlantique - Nice Métropole Côte d'Azur - Saint Michel-Mavic-Auber 93 |
| |

## Classement final
| \| Classement général \| Classement général \| Classement général \| Classement général \| Classement général \| \| Coureur \| Coureur \| Pays \| Équipe \| Temps \| \| ------------------ \| ------------------ \| ------------------ \| --------------------------- \| ------------------ \| \| 1er \| Arnaud De Lie \| Belgique \| Lotto Dstny \| 4 h 21 min 59 s \| \| 2e \| Romain Grégoire \| France \| Groupama-FDJ \| + 0 s \| \| 3e \| Rasmus Tiller \| Norvège \| Uno-X Pro Cycling Team \| + 0 s \| \| 4e \| Orluis Aular \| Venezuela \| Caja Rural-Seguros RGA \| + 0 s \| \| 5e \| Clément Venturini \| France \| AG2R Citroën Team \| + 0 s \| \| 6e \| Mathieu Burgaudeau \| France \| TotalEnergies \| + 0 s \| \| 7e \| Alessandro Fedeli \| Italie \| Q36.5 Pro Cycling Team \| + 0 s \| \| 8e \| Eddy Finé \| France \| Cofidis \| + 0 s \| \| 9e \| Axel Zingle \| France \| Cofidis \| + 0 s \| \| 10e \| Romain Cardis \| France \| Saint Michel-Mavic-Auber 93 \| + 0 s \| |                    |           |                             |                 |
| |                    |           |                             |                 |
| Source : ProCyclingStats |                    |           |                             |                 |
| Classement général |                    |           |                             |                 |
| Coureur | Coureur            | Pays      | Équipe                      | Temps           |
| 1er | Arnaud De Lie      | Belgique  | Lotto Dstny                 | 4 h 21 min 59 s |
| 2e | Romain Grégoire    | France    | Groupama-FDJ                | + 0 s           |
| 3e | Rasmus Tiller      | Norvège   | Uno-X Pro Cycling Team      | + 0 s           |
| 4e | Orluis Aular       | Venezuela | Caja Rural-Seguros RGA      | + 0 s           |
| 5e | Clément Venturini  | France    | AG2R Citroën Team           | + 0 s           |
| 6e | Mathieu Burgaudeau | France    | TotalEnergies               | + 0 s           |
| 7e | Alessandro Fedeli  | Italie    | Q36.5 Pro Cycling Team      | + 0 s           |
| 8e | Eddy Finé          | France    | Cofidis                     | + 0 s           |
| 9e | Axel Zingle        | France    | Cofidis                     | + 0 s           |
| 10e | Romain Cardis      | France    | Saint Michel-Mavic-Auber 93 | + 0 s           |

## Classements et prix annexes
- Classement des sprints intermédiaires :
- Meilleur breton et morbihannais :+